# Обад (презиме)
Обад је презиме. Значајни људи са овим презименом су:
- Станко Обад (1911—1979), југословенски инжењер